# Félix de Mérode

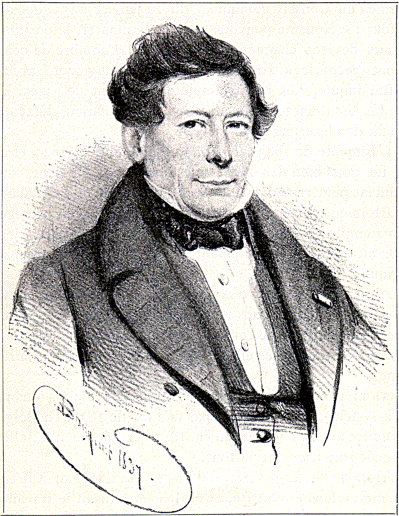
Félix de Mérode.

Philippe Félix Balthasar Othon Ghislain de Mérode, född 13 april 1791 i Maastricht, död 7 februari 1857 i Bryssel, var en belgisk greve och politiker. Han var far till Xavier de Mérode.
Mérode deltog i septemberupproret i Bryssel 1830, verkade som medlem av den provisoriska regeringen för upprättandet av en konstitutionell monarki och Leopold I:s val till kung (1831) samt hade 1831–39 plats i ministären. I belgiska senaten var Mérode en av det katolska partiets ledare.